# Tornolo
Tornolo là một đô thị ở tỉnh Parma ở vùng Emilia-Romagna, tọa lạc cách khoảng 140 km về phía tây của Bologna và khoảng 70 km về phía tây nam của Parma. Đến thời điểm ngày 31 tháng 12 năm 2004, đô thị này có dân số 1.240 người và diện tích là 69,4 km².
Đô thị Tornolo bao gồm các frazioni (đơn vị trực thuộc, làng) Barca, Boresasco, Campeggi, Casale, Case Belloni, Case Fazzi, Case Lasine, Casello, Casoni, Cerosa, Codorso, Giungareggio, I Massi, Isorelli, Marzuola, Menta, Morgallo, Pianazzo, Pianlavagnolo, Pontestrambo, Ravezza, Santa Maria del Taro, Sbarbori, Squeri, Tarsogno, Torre, and Vannini.
Tornolo tiếp giáp các đô thị sau đây: Albareto, Bedonia, Borzonasca, Compiano, Mezzanego, Santo Stefano d'Aveto, Varese Ligure.